# Eugen Freund
Eugen Freund (ur. 15 kwietnia 1951 w Wiedniu) – austriacki dziennikarz prasowy i telewizyjny, przez wiele lat związany z Österreichischer Rundfunk (ORF), a także polityk, poseł do Parlamentu Europejskiego VIII kadencji.

## Życiorys
Urodził się w Wiedniu, jego rodzina przeniosła się jednak do Karyntii. W 1970 zdał egzamin maturalny, studiował następnie na  Uniwersytecie Wiedeńskim. W 1972 podjął pracę w zawodzie dziennikarza. Zaczynał od magazynu „profil”, następnie dołączył do radiowej redakcji wiadomości w ramach ORF. W 1978 przeszedł do administracji rządowej, obejmując stanowisko rzecznika prasowego w Ministerstwie Spraw Zagranicznych, którym kierował wówczas Willibald Pahr. Pięć lat przebywał w Nowym Jorku, gdzie pracował w centrum austriackiej prasy i informacji. Wykładał później w instytutach dziennikarstwa na uniwersytetach w Wiedniu i Salzburgu.
W 1986 ponownie dołączył do zespołu publicznego nadawcy ORF. Zajmował się polityką wewnętrzną i zagraniczną w codziennym magazynie ZiB 2. Publikował równocześnie w prasie, pisząc m.in. dla „Der Standard”, „Die Zeit” i „Die Weltwoche”. W 1995 został korespondentem w Waszyngtonie, w 1997 stanął na czele tamtejszego biura ORF. W 2001 powrócił do redakcji zagranicznej w Wiedniu. W latach 2010–2013 był prezenterem programu Weltjournal, a w latach 2011–2013 również prezenterem programu Zeit im Bild.
Eugen Freund zaangażował się następnie w działalność polityczną, otrzymał pierwsze miejsce na liście wyborczej Socjaldemokratyczna Partia Austrii w wyborach europejskich w 2014, uzyskując mandat eurodeputowanego VIII kadencji.

## Wybrane publikacje
- Mein Amerika, Wieser, Klagenfurt 2001.
- Präsident Obama: Der lange Weg ins Weiße Haus, Wieser, Klagenfurt 2008.
- Brennpunkte der Weltpolitik – Wie alles mit allem zusammenhängt, Kremayr & Scheriau, Wiedeń 2010.
- Zeit in Bildern – Vier Jahrzehnte fotografisch dokumentiert, Kremayr & Scheriau, Wiedeń 2011.
- Der Tod des Landeshauptmanns, Kremayr & Scheriau, Wiedeń 2013.